# Возможное культурное влияние контакта с внеземной цивилизацией
Возможное культурное воздействие контакта с внеземными цивилизациями — гипотетические изменения в земной науке, технологиях, религии, политике и экологии, возникших в результате контакта человеческой цивилизации с внеземной.
Эта концепция тесно связана с поиском внеземного разума (SETI), который пытается обнаружить разумную жизнь, а не анализировать последствия контакта с этой жизнью.
На последствия контакта с внеземной цивилизацией могут повлиять следующие факторы: уровень технологического развития внеземной цивилизации, степень доброжелательности или недоброжелательности и уровень взаимопонимания между ней и человечеством. Среда, через которую осуществляется контакт с человечеством, будь то электромагнитное излучение, прямое физическое взаимодействие, внеземной артефакт или что-то ещё, также может влиять на результаты контакта. Учитывая эти факторы, были созданы различные исследования, в которых оценивались последствия контакта.
Последствия внеземного контакта, особенно с технологически развитой цивилизацией, часто сравнивают со встречей двух совершенно разных человеческих культур на Земле, историческим прецедентом которой является колумбов обмен. Такие встречи, как правило, приводят к разрушению цивилизации, принимающей контакт. Некоторыми также допускается то, что последствием такой встречи может стать гибель всего человечества. Внеземной контакт также аналогичен многочисленным встречам между нечеловеческими аборигенными и инвазионными видами, занимающими одну и ту же экологическую нишу. Однако отсутствие проверенных контактов с общественностью на сегодняшний день означает, что трагические последствия все ещё в значительной степени спекулятивны.

## Предыстория

### Поиски разумной жизни

Сообщение Аресибо, отправленное в шаровое скопление М13 после того, как рекомендации проекта Циклоп не были выполнены

Чтобы обнаружить внеземные цивилизации с помощью радиотелескопов, необходимо идентифицировать искусственный когерентный сигнал на фоне различных природных явлений, которые также производят радиоволны. Телескопы, способные на это, включают Allen Telescope Array в Хат-Крик, штат Калифорния, и новый пятисотметровый сферический телескоп с апертурой в Китае, а также бывшую ныне разрушенную обсерваторию Аресибо в Пуэрто-Рико. Различные программы по обнаружению внеземного разума в прошлом финансировались правительством. Проект «Циклоп» был заказан НАСА в 1970-х годах для исследования наиболее эффективного способа поиска сигналов от разумных внеземных источников, но рекомендации доклада были отменены в пользу гораздо более скромного подхода передачи сообщений внеземному интеллекту (METI) — отправки сообщений, которые разумные внеземные существа могли бы перехватить. Затем НАСА резко сократило финансирование программ SETI, которые с тех пор обратились к частным пожертвованиям, чтобы продолжить свои поиски.
С открытием в конце XX и начале XXI веков многочисленных экзопланет, некоторые из которых могут быть пригодны для жизни, правительства вновь заинтересовались финансированием новых программ. В 2006 году Европейское космическое агентство запустило COROT, первый космический аппарат, предназначенный для поиска экзопланет, а в 2009 году НАСА запустило космическую обсерваторию Kepler с той же целью. К февралю 2013 года Кеплер обнаружил 105 из 5640 подтвержденных экзопланет, и одна из них, Kepler-22 b, потенциально пригодна для жизни. После того, как он был обнаружен, Институт SETI возобновил поиски разумной внеземной цивилизации, сосредоточившись на планетах-кандидатах Кеплера, финансируемых Военно-воздушными силами Соединённых Штатов.
Недавно открытые планеты, особенно те, которые потенциально пригодны для жизни, позволили программам SETI и METI переориентировать проекты на связь с внеземным разумом. В 2009 году сообщение с Земли (AMFE) было отправлено в сторону планетной системы Gliese 581, которая содержит две потенциально обитаемые планеты, подтвержденную Gliese 581 d и более обитаемую, но неподтвержденную Gliese 581 g. В проекте SETILive, который начался в 2012 году, люди-добровольцы анализируют данные с телескопа Allen для поиска возможных инопланетных сигналов, которые компьютеры могут пропустить из-за наземных радиопомех. Данные для исследования получены путем наблюдения звезд-мишеней Кеплера с помощью радиотелескопа.
В дополнение к радиометодам некоторые проекты, такие как SEVENDIP (поиск внеземных видимых излучений от близлежащих развитых разумных популяций) в Калифорнийском университете в Беркли, используют другие области электромагнитного спектра для поиска внеземных сигналов. Различные другие проекты не ищут когерентных сигналов, а хотят скорее использовать электромагнитное излучение для поиска других свидетельств внеземного разума, таких как мегамасштабные астроинженерные проекты.

### Оценка воздействия
Последствия внеземного контакта зависят от метода обнаружения, природы внеземных существ и их местоположения относительно Земли. Учитывая эти факторы, была создана шкала Рио, призванная дать более подробную картину результатов внеземных контактов. В шкале учитываются такие аспекты гипотетического контакта, как: велась ли связь по радио, информационное содержание каких-либо сообщений и было ли открытие вызвано намеренно переданным сообщением (и если да, то, независимо от того, было ли это обнаружение результатом специальных усилий SETI или общих астрономических наблюдений) или путем обнаружения таких явлений, как утечка радиации из астроинженерных установок. Вопрос о том, был ли подтвержден предполагаемый внеземной сигнал как подлинный и с какой степенью уверенности, также будет влиять на результат контакта. Данная шкала была отредактирована в 2011 году, чтобы включить рассмотрение вопроса о том, был ли контакт достигнут через межзвездное сообщение или через физическим путём, с предложением расширить определение артефакта, включив в него «техносигнатуры», включая все признаки разумной внеземной жизни, кроме межзвездных радиосообщений, разыскиваемых традиционными программами SETI.
Исследование астронома Стивена Дж. Дика из Военно-Морской обсерватории Соединённых Штатов рассматривал культурное воздействие внеземных контактов, анализируя аналогичные события в истории науки. Исследование утверждает, что воздействие будет наиболее сильно зависеть от информационного содержания полученного сообщения, если таковое имеется. Оно различает краткосрочное и долгосрочное воздействие. Рассматривая радиоконтакт как более правдоподобный сценарий, чем визит внеземного космического корабля, исследование отвергает общепринятую аналогию европейской колонизации Америки как точную модель информационного контакта, предпочитая события глубокого научного значения, такие как Коперниканская и Дарвиновская революции, как более предсказательные для того, как внеземной контакт может повлиять на человечество.
Физическое расстояние между двумя цивилизациями также использовалось для оценки культурного воздействия внеземных контактов. Исторические примеры показывают, что чем больше расстояние, тем меньше контактирующая цивилизация воспринимает угрозу для себя и своей культуры. Поэтому контакт, происходящий в пределах Солнечной системы, и особенно в непосредственной близости от Земли, вероятно, будет самым разрушительным и негативным для человечества. В меньшем масштабе люди, близкие к эпицентру контакта, испытали бы больший эффект от него, чем те, кто живёт дальше, а контакт с несколькими эпицентрами вызовет больший шок, чем контакт с одним эпицентром. Астрономы Мартин Доминик и Джон Зарнеки утверждают, что в отсутствие каких-либо данных о природе внеземного разума необходимо предсказать культурное воздействие внеземного контакта на основе обобщений, охватывающих всю жизнь, и аналогий с историей.
Были также изучены представления широкой общественности о влиянии внеземных контактов. Опрос студентов американских и китайских университетов, проведенный в 2000 году, дает факторный анализ ответов на вопросы, касающиеся, в частности, веры участников в то, что внеземная жизнь существует во Вселенной, что такая жизнь может быть разумной и что люди в конечном итоге вступят с ней в контакт. Исследование показало значительную взвешенную корреляцию между убеждением участников в том, что внеземной контакт может либо противоречить их личным религиозным убеждениям, либо обогащать их, и тем, насколько консервативны такие религиозные убеждения. Чем консервативнее респонденты, тем более вредными они считают внеземные контакты. Другие значимые корреляционные паттерны указывают на то, что студенты придерживались мнения, что поиски внеземного разума могут быть бесполезными или даже вредными.
Психологи Дуглас Вакоч и Ю-шиоу Ли провели опрос, чтобы оценить реакцию людей на получение сообщения от инопланетян, включая их суждения о вероятности того, что инопланетяне будут злонамеренными. «Люди, которые рассматривают мир как враждебное место, с большей вероятностью думают, что инопланетяне будут враждебны», — сказал Вакоч в интервью USA Today.

### Протоколы по обнаружению
Были составлены различные протоколы, подробно описывающие курс действий ученых и правительств после контакта с инопланетянами. Протоколы после обнаружения должны решать три вопроса: Что делать в первые недели после получения сообщения от внеземного источника; посылать или не посылать ответ; и анализировать долгосрочные последствия полученного сообщения. Однако ни один протокол после обнаружения не является обязательным в соответствии с национальным или международным правом, и Доминик и Зарнецкий считают, что протоколы, скорее всего, будут проигнорированы, если произойдет контакт.
Один из первых протоколов после обнаружения — «Декларация принципов деятельности после обнаружения внеземного разума» — был создан Постоянным Комитетом SETI Международной академии астронавтики (IAA). Позже он был одобрен Попечительским советом МАА и международным институтом космического права, а ещё позже Международным астрономическим союзом (МАС), Комитетом по космическим исследованиям и Международным союзом радиотехники. Впоследствии она была одобрена большинством исследователей, занимающихся поиском внеземного разума, включая Институт SETI.
Декларация принципов содержит следующие общие положения:
1. Любое лицо или организация обнаруживающие сигнал должны попытаться убедиться что он скорее всего имеет разумное происхождение прежде чем объявить о нём.
2. Лицо, обнаружившее сигнал, должно в целях независимой проверки связаться с другими сторонами, подписавшими декларацию, прежде чем делать публичное заявление, а также проинформировать об этом свои национальные власти.
3. Как только будет установлено, что данное астрономическое наблюдение является достоверным внеземным сигналом, астрономическое сообщество должно быть проинформировано об этом через Центральное бюро астрономических телеграмм МАС. Следует также проинформировать Генерального секретаря Организации Объединённых Наций и различные другие глобальные научные союзы.
4. После подтверждения наблюдения внеземного происхождения новость об открытии должна быть обнародована. Первооткрыватель имеет право сделать первое публичное заявление.
5. Все данные, подтверждающие открытие, должны быть опубликованы международному научному сообществу и храниться в доступной форме как можно дольше.
6. Если доказательства существования внеземного разума принимают форму электромагнитных сигналов, следует связаться с Генеральным секретарем Международного союза электросвязи (МСЭ), который в следующем еженедельном циркуляре МСЭ может потребовать свести к минимуму наземное использование диапазонов электромагнитных частот, в которых был обнаружен сигнал.
7. Ни первооткрыватель, ни кто-либо другой не должен реагировать на наблюдаемый внеземной разум; для этого требуется международное соглашение в рамках отдельных процедур.
8. Постоянный комитет SETI МАА и комиссия 51 МАС должны постоянно пересматривать процедуры обнаружения внеземного разума и управления данными, связанными с такими открытиями. Комитет, состоящий из членов различных международных научных союзов и других органов, назначенных комитетом, должен регулировать продолжение исследований SETI.

Впоследствии было создано отдельное «предлагаемое соглашение о передаче сообщений внеземному разуму». Он предлагает создать международную комиссию по обнаружению внеземного разума, членство в которой было бы открыто для всех заинтересованных стран. Эта комиссия будет решать, следует ли посылать сообщение внеземному разуму, и если да, то будет определять содержание сообщения на основе таких принципов, как справедливость, уважение культурного разнообразия, честность, и уважение к собственности и территории. Проект предлагает запретить отправку любого сообщения отдельным государством или организацией без разрешения комиссии и предполагает, что, если обнаруженные разведданные представляют опасность для человеческой цивилизации, Совет Безопасности ООН должен санкционировать любое сообщение внеземному разуму. Однако это предложение, как и все другие, не было включено в национальное или международное право.
Пол Дэвис, член целевой группы SETI Post-Detection Taskgroup, заявил, что протоколы post-detection, призывающие к международным консультациям, прежде чем предпринимать какие-либо серьёзные шаги в отношении обнаружения, вряд ли будут соблюдаться астрономами, которые поставят продвижение своей карьеры выше слов протокола, не являющегося частью национального или международного права.

## Некоторые сценарии контакта
Научная литература и научная фантастика выдвигают различные модели взаимодействия внеземных и человеческих цивилизаций. Диапазон их предсказаний широк: от высокоразвитых цивилизаций, которые могли бы продвинуть человеческую цивилизацию во многих областях, до космических империй, которые могли бы использовать силы, необходимые для подчинения человечества. Некоторые теории предполагают, что внеземная цивилизация может быть достаточно развита, чтобы обойтись без биологии, живя вместо этого внутри продвинутых компьютеров.
Последствия открытия в значительной степени зависят от уровня агрессивности гипотетической цивилизации, взаимодействующей с человечеством, её этики и того, сколько общего имеют человеческая и внеземная биологии. Эти факторы могут определять количество и тип диалога, который может иметь место.
Вопрос о том, осуществляется ли контакт через сигналы из отдаленных мест или через зонды или прямого физического контакта (или и то, и другое), также влияет на определение последствий контакта.
В случае коммуникации с использованием электромагнитных сигналов длительное молчание между приемом одного сообщения и другого означало бы, что содержание любого сообщения будет особенно влиять на последствия контакта, а также на степень взаимного понимания.
Что касается зондов, то исследование показало, что первый межзвездный зонд, прошедший между двумя цивилизациями, скорее всего, будет не самым ранним (например, те, что были посланы первыми), а более продвинутым, поскольку, считается, что скорость вылета вероятно улучшится по крайней мере на некоторое время для каждой цивилизации, что, например, может иметь последствия для типа ожидаемых зондов и воздействия любых зондов, посланных ранее.

### Столкновение с дружественно настроенной цивилизацией

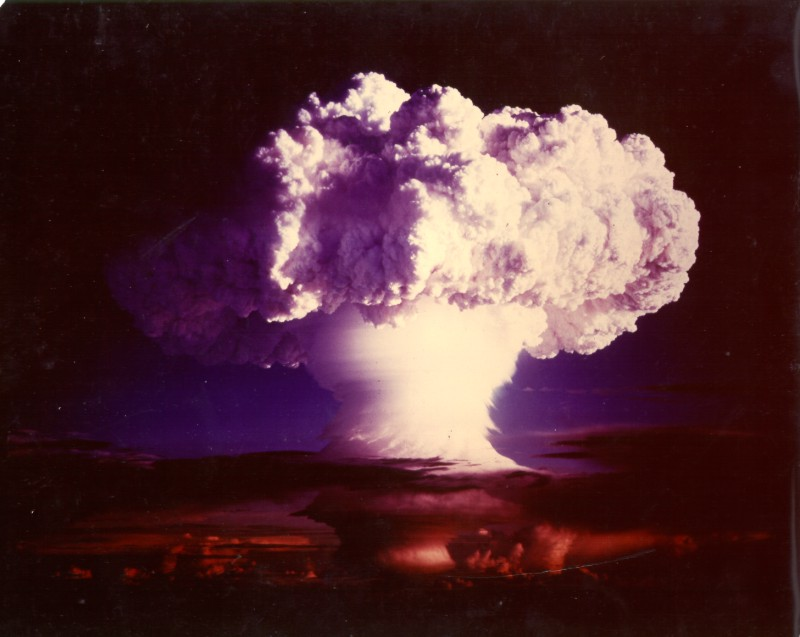
Развитая, дружественная внеземная цивилизация могла бы помочь человечеству устранить риски, которые могут уничтожить его молодую цивилизацию.

Многие авторы размышляли о том, как дружественная цивилизация могла бы взаимодействовать с человечеством. Альберт Харрисон, почетный профессор психологии Калифорнийского университета в Дэвисе, полагал, что высокоразвитая цивилизация могла бы научить человечество таким вещам, как физическая теория всего, как использовать энергию нулевой точки или как путешествовать быстрее света. Они предполагают, что сотрудничество с такой цивилизацией может первоначально осуществляться в области искусства и гуманитарных наук, прежде чем перейти к точным наукам, и даже что художники могут возглавить сотрудничество. Сет Д. Баум из Института глобального катастрофического риска и другие считают, что большая долговечность кооперативных цивилизаций по сравнению с агрессивными может сделать внеземные цивилизации в целом более склонными помогать человечеству. В противоположность этим взглядам Паоло Муссо, член постоянной исследовательской группы SETI Международной академии астронавтики (IAA) и Папской академии наук, придерживался мнения, что внеземные цивилизации обладают, как и люди, моралью, движимой не только альтруизмом, но и индивидуальной выгодой, таким образом, остается открытой возможность того, что по крайней мере некоторые внеземные цивилизации враждебны.
Футуролог Аллен Ту предполагает, что чрезвычайно развитая внеземная цивилизация, помня о своем собственном прошлом войн и грабежей и зная, что она обладает супероружием, способным уничтожить её, скорее всего, попытается помочь людям, чем уничтожить их. Он выделяет три подхода, которые дружественная цивилизация могла бы предпринять, чтобы помочь человечеству:
- Вмешательство только для предотвращения катастрофы: это будет включать в себя случайное ограниченное вмешательство, чтобы остановить события, которые могут полностью уничтожить человеческую цивилизацию, такие как ядерная война или столкновение с астероидом[39].
- Советы и действия с согласия: при таком подходе инопланетяне будут более тесно участвовать в земных делах, консультируя мировых лидеров и действуя с их согласия для защиты от опасности[39].
- Принудительные корректирующие действия: инопланетяне могут потребовать от человечества уменьшить основные риски против его воли, намереваясь помочь людям перейти на следующую стадию цивилизации[39].

По мнению Ту, советовать и действовать только с согласия — более вероятный выбор, чем силовой вариант. Хотя принудительная помощь может быть возможна, и продвинутые инопланетяне признают, что их собственные методы превосходят методы человечества, маловероятно, что этот метод будет использоваться в культурном сотрудничестве. Лемаршан предполагает, что обучение цивилизации в её «технологической юности», такой как человечество, вероятно, будет сосредоточено в первую очередь на морали и этике, а не на науке и технике, чтобы гарантировать, что цивилизация не уничтожит себя технологией, которую она ещё не готова использовать.
По мнению Кула, маловероятно, что предотвращение непосредственных опасностей и предотвращение будущих катастроф будет вестись с помощью радио, так как эти задачи потребуют постоянного наблюдения и быстрых действий. Однако культурное сотрудничество может осуществляться с помощью радио или космического зонда в Солнечной системе, поскольку радиоволны могут использоваться для передачи человечеству информации о передовых технологиях и культурах.
Даже если древняя и развитая внеземная цивилизация захочет помочь человечеству, люди могут пострадать от потери идентичности и уверенности в себе из-за технологического и культурного превосходства внеземной цивилизации. Однако дружественная цивилизация может откалибровать свой контакт с человечеством таким образом, чтобы свести к минимуму непреднамеренные последствия. Майкл А. Г. Мишо предполагает, что дружественная и развитая внеземная цивилизация может даже избегать любых контактов с формирующимся разумным видом, таким как человечество, чтобы гарантировать, что менее развитая цивилизация может развиваться естественным образом в своем собственном темпе; это известно как гипотеза зоопарка.

### Столкновение с враждебно настроенной цивилизацией
Научно-фантастические фильмы часто изображают людей, успешно отражающих инопланетные вторжения, но ученые чаще придерживаются мнения, что внеземная цивилизация, обладающая достаточной мощью, чтобы достичь Земли, смогла бы уничтожить человеческую цивилизацию с минимальными усилиями. Операции, которые огромны в человеческом масштабе, такие как уничтожение всех крупных населенных центров на планете, бомбардировка планеты смертоносным нейтронным излучением или даже путешествие в другую планетную систему, чтобы опустошить её, могут быть важными инструментами для враждебной цивилизации.
Дирдорф предполагает, что небольшая часть разумных форм жизни в галактике может быть агрессивной, но фактическая агрессивность или доброжелательность цивилизаций будет охватывать широкий спектр, причем некоторые цивилизации «охраняют» другие. Согласно Харрисону и Дику, враждебная внеземная жизнь действительно может быть редкой во Вселенной, так же как воинственные и автократические нации на Земле были теми, которые существовали в течение самых коротких периодов времени, и человечество наблюдает отход от этих характеристик в своих собственных социально-политических системах. Кроме того, причины войны могут быть значительно уменьшены для цивилизации, имеющей доступ к галактике, поскольку в космосе имеется огромное количество природных ресурсов, доступных без применения насилия.
Исследователь SETI Карл Саган полагал, что цивилизация, обладающая технологическим мастерством, необходимым для достижения звезд и прибытия на Землю, должна была преодолеть войну, чтобы избежать самоуничтожения. Представители такой цивилизации относились бы к человечеству с достоинством и уважением, и у человечества с его относительно отсталой технологией не было бы иного выбора, кроме как ответить взаимностью. Сет Шостак, астроном из Института SETI, не согласен с этим, утверждая, что конечное количество ресурсов в галактике будет культивировать агрессию у любого разумного вида, и что цивилизация исследователей, которая захочет связаться с человечеством, будет агрессивной. Точно так же Рагбир Бхатхал утверждал, что, поскольку законы эволюции будут такими же на другой обитаемой планете, как и на Земле, чрезвычайно развитая внеземная цивилизация может иметь мотивацию колонизировать человечество таким же образом, как европейская колонизация большей части остального мира.
Оспаривая этот анализ, Дэвид Брин утверждает, что, хотя внеземная цивилизация может иметь императив действовать без всякой выгоды для себя, было бы наивно предполагать, что такая черта будет распространена по всей галактике. Брин указывает на тот факт, что во многих моральных системах на Земле, таких как Ацтекская или карфагенская, невоенное убийство было принято и даже «превозносилось» обществом, и далее упоминает, что такие акты не ограничиваются людьми, но могут быть найдены во всем животном мире.
Баум и др. предположили, что высокоразвитые цивилизации вряд ли пришли бы на Землю, чтобы поработить людей, поскольку достижение их уровня развития потребовало бы от них решения проблем рабочей силы и ресурсов другими средствами, такими как создание устойчивой окружающей среды и использование механизированного труда. Более того, люди могут быть неподходящим источником пищи для инопланетян из-за заметных различий в биохимии. Например, хиральность молекул, используемых земной биотой, может отличаться от тех, которые используются внеземными существами. Дуглас Вакоч утверждает, что передача преднамеренных сигналов не увеличивает риск инопланетного вторжения, вопреки опасениям, высказанным британским космологом Стивеном Хокингом, поскольку «любая цивилизация, обладающая способностью путешествовать между звездами, уже может уловить нашу случайную утечку радио-и телевизионных сигналов».
Политики также прокомментировали вероятную реакцию человека на контакт с враждебными видами. В своей речи на Генеральной Ассамблее ООН в 1987 году Рональд Рейган сказал: «Иногда я думаю, как быстро исчезли бы наши разногласия во всем мире, если бы мы столкнулись с инопланетной угрозой из-за пределов этого мира».

### Столкновение с более развитыми цивилизациями

Предполагается, что технологически развитая внеземная цивилизация, вероятно, будет также этически развитой и не будет пытаться осуществлять проекты с серьёзными экологическими последствиями для других видов, такие как строительство сферы Дайсона.

Роберт Фрейтас предположил в 1978 году, что технический прогресс и потребление энергии цивилизацией, измеряемые либо относительно другой цивилизации, либо в абсолютном выражении её рейтингом по шкале Кардашёва, могут играть важную роль в результате внеземного контакта. Учитывая невозможность межзвездных космических полетов для цивилизаций на технологическом уровне, подобном человеческому, взаимодействие между такими цивилизациями должно было бы происходить по радио. Из-за длительного времени прохождения радиоволн между звездами такие взаимодействия не привели бы ни к установлению дипломатических отношений, ни к какому-либо значительному будущему взаимодействию между двумя цивилизациями.
Согласно Фрейтасу, прямой контакт с цивилизациями, значительно более развитыми, чем человечество, должен был бы иметь место в пределах Солнечной системы, поскольку только более развитое общество обладало бы ресурсами и технологиями для пересечения межзвездного пространства. Следовательно, такой контакт мог быть только с цивилизациями, отнесенными ко II типу или выше по шкале Кардашёва, поскольку цивилизации I типа были бы неспособны к регулярным межзвездным путешествиям. Фрейтас ожидал, что такие взаимодействия будут тщательно спланированы более развитой цивилизацией, чтобы избежать массового социального шока для человечества.
Как бы много ни планировала внеземная цивилизация до контакта с человечеством, люди могут испытать сильный шок и ужас по прибытии, особенно если у них не будет никакого понимания контактирующей цивилизации. Бен Финни сравнивает эту ситуацию с ситуацией племен Новой Гвинеи, острова, который был заселен пятьдесят тысяч лет назад во время последнего ледникового периода, но почти не контактировал с внешним миром до прихода европейских колониальных держав в конце XIX-начале XX веков. Огромная разница между местным обществом каменного века и технической цивилизацией европейцев вызвала неожиданное поведение среди местного населения, известное как грузовые культы: чтобы уговорить богов принести им технологию, которой обладали европейцы, туземцы создали деревянные «радиостанции» и «взлетно-посадочные полосы» как форму симпатической магии. Финни утверждает, что человечество может неправильно понять истинный смысл внеземной передачи информации на Землю, так же как жители Новой Гвинеи не могли понять источник современных товаров и технологий. Он приходит к выводу, что результаты внеземных контактов станут известны в долгосрочной перспективе благодаря тщательному изучению, а не как быстрые, резкие события, ненадолго попадающие в заголовки газет.
Биллингем предположил, что цивилизация, которая гораздо более развита технологически, чем человечество, также, вероятно, будет развита культурно и этически, и поэтому вряд ли будет проводить астроинженерные проекты, которые могут нанести вред человеческой цивилизации. Такие проекты могли бы включать сферы Дайсона, которые полностью окружают звезды и захватывают всю исходящую от них энергию. Даже если бы это было в пределах возможностей развитой цивилизации и обеспечивало огромное количество энергии, такой проект не был бы осуществлен. По тем же причинам такие цивилизации не могли с готовностью дать человечеству знания, необходимые для создания таких устройств. Тем не менее существование таких возможностей, по крайней мере, показало бы, что цивилизации пережили «технологическую юность». Несмотря на осторожность, которую такая развитая цивилизация проявляла бы по отношению к менее зрелой человеческой цивилизации, Саган полагал, что развитая цивилизация могла бы послать на Землю Галактическую энциклопедию с описанием наук и культур многих внеземных обществ.
Вопрос о том, пошлет ли высокоразвитая внеземная цивилизация человечеству поддающееся расшифровке сообщение, сам по себе является предметом дискуссий. Саган утверждал, что высокоразвитая внеземная цивилизация будет иметь в виду, что они общаются с относительно примитивной цивилизацией, и поэтому постарается убедиться, что принимающая цивилизация сможет понять сообщение. Марвин Мински полагал, что инопланетяне могут мыслить аналогично людям из-за общих ограничений, позволяющих общаться. Возражая против этой точки зрения, астроном Гильермо Лемаршан заявил, что развитая цивилизация, вероятно, зашифровала бы сообщение с высоким содержанием информации, такое как Encyclopædia Galactica, Дуглас Вакоч предполагает, что для расшифровки любого сообщения может потребоваться некоторое время, говоря ABC News, что «я не думаю, что мы сразу поймем, что они хотят сказать».

### Внеземные артефакты

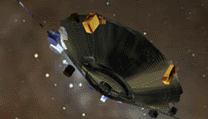
Роботизированные зонды могут быть предпочтительнее радиоволн или микроволн в качестве средства межзвездной связи.

Внеземная цивилизация по разным причинам может предпочесть общение с человечеством с помощью артефактов или зондов, а не по радио. Хотя зондам может потребоваться много времени, чтобы достичь Солнечной системы, оказавшись там, они смогут поддерживать устойчивый диалог, который был бы невозможен с помощью радио с расстояния в сотни или тысячи световых лет. Радио было бы совершенно непригодно для наблюдения и постоянного наблюдения за цивилизацией, и если бы внеземная цивилизация пожелала осуществить эти действия на человечестве, артефакты могли бы быть единственным вариантом, кроме как послать большой космический корабль с экипажем в Солнечную систему.
Хотя движение быстрее света серьёзно рассматривалось такими физиками, как Мигель Алькубьерре, он предполагает, что огромное количество энергии, необходимой для достижения таких скоростей при предлагаемых в настоящее время механизмах, означает, что роботизированные зонды, движущиеся с обычными скоростями, все ещё будут иметь преимущество для различных применений. Однако исследования 2013 года в Космическом центре имени Джонсона НАСА, показывает, что для перемещения космического корабля со скоростью, превышающей скорость света, с помощью привода Алькубьерре требуется значительно меньше энергии, чем считалось ранее. Требуется всего около 1 тонны экзотической массовой энергии, чтобы переместить космический корабль со скоростью, в 10 раз превышающей скорость света, в отличие от предыдущих оценок, которые утверждали, что только объект с массой Юпитера будет содержать достаточно энергии для питания космического корабля со скоростью, превышающей скорость света.
По мнению Тога, внеземная цивилизация может захотеть послать человечеству различные виды информации с помощью артефактов, таких как Encyclopædia Galactica, содержащая мудрость бесчисленных внеземных культур, или, возможно, приглашение вступить с ними в дипломатические отношения. Цивилизация, которая видит себя на грани упадка, может использовать те способности, которыми она все ещё обладает, чтобы послать зонды по всей галактике с её культурами, ценностями, религиями, науками, технологиями и законами, чтобы они не умерли вместе с самой цивилизацией.
Фрейтас находит множество причин, по которым межзвездные зонды могут быть предпочтительным способом связи между внеземными цивилизациями, желающими установить контакт с Землей. Цивилизация, стремящаяся узнать больше о распределении жизни в галактике, может, рассуждает он, посылать зонды в большое количество звездных систем, а не использовать радио, поскольку нельзя обеспечить ответ по радио, но можно (говорит он) гарантировать, что зонды вернутся к своему отправителю с данными о звездных системах, которые они исследуют. Кроме того, зонды позволили бы исследовать неинтеллектуальные популяции или те, которые ещё не способны к космической навигации (как люди до 20-го века)., а также разумное население, которое, возможно, не захочет предоставлять информацию о себе и своих планетах внеземным цивилизациям. Кроме того, большая энергия, необходимая для отправки живых существ, а не роботизированного зонда, по мнению Мишо, будет использоваться только для таких целей, как односторонняя миграция.
Фрейтас указывает, что зонды, в отличие от межзвездных радиоволн, обычно предназначенных для поиска SETI, могут хранить информацию в течение длительных, возможно геологических, временных масштабов и могут излучать сильные радиосигналы, однозначно распознаваемые как имеющие разумное происхождение, а не отвергаемые как НЛО или природное явление. Зонды также могли модифицировать любой посылаемый ими сигнал в соответствии с системой, в которой они находились, что было бы невозможно для радиопередачи, исходящей из-за пределов целевой звездной системы. Более того, использование небольших роботизированных зондов с широко распределенными маяками в отдельных системах, а не небольшого числа мощных централизованных маяков, обеспечило бы преимущество безопасности цивилизации, использующей их. Вместо того чтобы раскрывать местоположение радиомаяка, достаточно мощного, чтобы сигнализировать всей галактике, и рисковать тем, что такое мощное устройство будет скомпрометировано, децентрализованные маяки, установленные на роботизированных зондах, не должны раскрывать никакой информации, которую внеземная цивилизация предпочитает не иметь другим.
Учитывая возраст галактики Млечный Путь, древняя внеземная цивилизация могла существовать и посылать зонды в Солнечную систему за миллионы или даже миллиарды лет до эволюции Homo sapiens. Таким образом, посланный зонд может быть нефункциональным в течение миллионов лет, прежде чем люди узнают о его существовании. Такой «мертвый» зонд не представлял бы непосредственной угрозы человечеству, но доказал бы, что межзвездные полеты возможны. Однако если активный зонд будет обнаружен, люди отреагировали бы гораздо сильнее, чем на открытие зонда, который давно перестал функционировать.

## Дальнейшие последствия контакта

### В религии
Подтверждение существования внеземного разума может оказать глубокое влияние на религиозные доктрины, потенциально заставив богословов переосмыслить священные писания с учётом новых открытий. Однако опрос людей с самыми разными религиозными убеждениями показал, что их вера не будет затронута открытием внеземного разума, а также другое исследование, проведенное Тедом Питерсом из Тихоокеанской Лютеранской Теологической семинарии, показывает, что большинство людей не считают свои религиозные убеждения вытесненными ею. Опросы религиозных лидеров показывают, что лишь небольшой процент обеспокоен тем, что существование внеземного разума может в корне противоречить взглядам приверженцев их религии. Габриэль Фунес, главный астроном Ватиканской обсерватории и папский советник по науке, заявил, что Католическая церковь, вероятно, будет тепло приветствовать инопланетных посетителей.
Контакт с внеземным разумом не был бы совершенно несущественным для религии. Исследование Питерса показало, что большинство нерелигиозных людей и значительное меньшинство религиозных людей считают, что мир может столкнуться с религиозным кризисом, даже если их собственные убеждения не будут затронуты. Контакт с внеземным разумом, скорее всего, вызовет проблемы для западных религий, в частности традиционалистского христианства, из-за геоцентрической природы западных верований. Однако открытие внеземной жизни не противоречило бы основным представлениям о Боге, и учитывая, что наука бросила вызов устоявшимся догмам в прошлом, например, в случае с теорией эволюции вполне вероятно, что существующие религии точно так же приспособятся к новым обстоятельствам. Дуглас Вакоч утверждает, что маловероятно, что открытие внеземной жизни повлияет на религиозные верования. По мнению Муссо, глобальный религиозный кризис маловероятен даже для авраамических религий, поскольку его собственные и другие исследования христианства, самой «антропоцентрической» религии, не видят конфликта между этой религией и существованием внеземного разума. В дополнение, культурные и религиозные ценности внеземных видов, вероятно, будут разделяться на протяжении веков, если контакт будет происходить по радио, а это означает, что вместо того, чтобы вызвать огромный шок для человечества, такая информация будет рассматриваться так же, как археологи и историки рассматривают древние артефакты и тексты.
Фунес предполагает, что поддающееся расшифровке сообщение от внеземного разума может инициировать межзвездный обмен знаниями в различных дисциплинах, включая любые религии, которые может принять внеземная цивилизация. Биллингем далее предполагает, что чрезвычайно развитая и дружественная внеземная цивилизация могла бы положить конец современным религиозным конфликтам и привести к большей религиозной терпимости во всем мире. С другой стороны, Джилл Тартер выдвигает точку зрения, что контакт с внеземным разумом может уничтожить религию в том виде, в каком мы её знаем, и ввести человечество во всеохватывающую веру. Вакоч сомневается, что люди будут склонны принимать внеземные религии, говоря ABC News: «Я думаю, что религия отвечает очень человеческим потребностям, и если инопланетяне не смогут найти ей замену, я не думаю, что религия исчезнет», и добавляя: «Если существуют невероятно развитые цивилизации с верой в Бога, я не думаю, что Ричард Докинз начнет верить».

### В политике
По мнению таких экспертов, как Никлас Хедман, исполнительного директора Управления ООН по вопросам космического пространства, «не существует никаких международных соглашений или механизмов для того, как человечество будет реагировать на встречу с внеземным разумом».
Тим Фолджер предполагает, что новости о радиоконтакте с внеземной цивилизацией окажется невозможно подавить и они будут быстро распространяться, хотя научная литература времен Холодной войны на эту тему противоречит этому. Однако освещение этого открытия в средствах массовой информации, вероятно, быстро утихнет, поскольку ученые начнут расшифровывать послание и узнавать его истинное влияние. Различные ветви власти (например, законодательная, исполнительная и судебная) могут проводить свою собственную политику, что потенциально может привести к борьбе за власть. Даже в случае однократного контакта без последующего наблюдения, радиосвязь может вызвать ожесточенные разногласия относительно того, какие органы имеют право представлять человечество в целом. Мишо выдвигает гипотезу, что страх, возникающий в результате прямого контакта, может заставить национальные государства отложить в сторону свои конфликты и работать вместе для общей защиты человечества.
Помимо вопроса о том, кто будет представлять Землю в целом, контакт может создать другие международные проблемы, такие как степень вовлеченности правительств, чуждых тому, чьи радиоастрономы получили сигнал. По словам Луки Кодиньолы из Генуэзского университета, контакт с могущественной внеземной цивилизацией сравним со случаями, когда одна могущественная цивилизация уничтожала другую, такими как прибытие Христофора Колумба и Эрнана Кортеса в Америку и последующее разрушение местных цивилизаций и их образа жизни. Однако применимость такой модели к контактам с внеземными цивилизациями и эта конкретная интерпретация прибытия европейских колонистов в Америку были оспорены. Даже так, любая большая разница между мощью внеземной цивилизации и нашей собственной может деморализовать и потенциально вызвать или ускорить крах человеческого общества. Быть обнаруженным «высшей» внеземной цивилизацией и продолжать контакт с ней может иметь психологические последствия, которые могут уничтожить цивилизацию, как это, как утверждается, произошло в прошлом на Земле. Организация Объединённых Наций обсуждала различные вопросы международных отношений непосредственно перед запуском зондов «Вояджер», которые в 2012 году покинули Солнечную систему с золотым рекордом на случай, если их обнаружит внеземной разум. Среди обсуждавшихся вопросов были вопросы о том, какие послания лучше всего будут представлять человечество, какой формат они должны принять, как передать культурную историю Земли и какие международные группы следует сформировать для более детального изучения внеземного разума.
Даже при отсутствии тесных контактов между человечеством и инопланетянами, высокоинформативные послания внеземной цивилизации человечеству потенциально могут вызвать большой культурный шок. Социолог Дональд Тартер предположил, что знание внеземной культуры и теологии потенциально может поставить под угрозу преданность человека существующим организационным структурам и институтам. Культурный шок от встречи с внеземной цивилизацией может растянуться на десятилетия или даже столетия, если внеземное послание человечеству чрезвычайно трудно расшифровать.
Исследование предполагает, что может существовать угроза со стороны восприятия государственными субъектами (или их последующих действий, основанных на этом восприятии) того, что другие государственные субъекты могут стремиться получить и достичь информационной монополии на связь с внеземным разумом. Он рекомендует обеспечить прозрачность и обмен данными, продолжить разработку протоколов постобнаружения (см. выше) и улучшить просвещение политиков в этой области.

### Для юрисдикции
Контакт с внеземными цивилизациями вызвал бы юридические вопросы, такие как, например, права внеземных существ. Инопланетянин, прибывший на Землю, может быть защищен только законами о жестоком обращении с животными. Точно так же, как угнетённые люди, такие как женщины, дети и коренные народы, изначально были лишены прав человека, так же могут быть лишены прав человека и внеземные существа, которые поэтому могут быть законно принадлежать и убиты. Если бы такой вид не рассматривался как легальное животное, то возникла бы проблема определения границы между юридическим лицом и легальным животным, принимая во внимание многочисленные факторы, которые составляют интеллект. Некоторые специалисты по этике рассматривают вопрос о том, «как права совершенно незнакомого чужеродного вида вписались бы в наши правовые и этические рамки», и есть основания полагать, что понятие «прав человека» эволюционирует в «права разумных существ».
Фрейтас считает, что даже если бы внеземному существу было предоставлено юридическое лицо, возникли бы проблемы гражданства и иммиграции. Внеземное существо не будет иметь юридически признанного земного гражданства, и могут потребоваться радикальные юридические меры, чтобы объяснить технически незаконную иммиграцию внеземных индивидуумов.
Если бы контакт осуществлялся с помощью электромагнитных сигналов, этих проблем бы не возникло. Скорее всего, вопросы, связанные с патентами и авторским правом, касающиеся того, кто, если вообще кто-то, имеет права на информацию от внеземной цивилизации, будут основной юридической проблемой.

### В науке и технологиях
Научное и технологическое воздействие внеземного контакта через электромагнитные волны, вероятно, будет довольно небольшим, особенно на первых порах. Однако, если сообщение содержит большое количество информации, его расшифровка может дать людям доступ к галактическому наследию, возможно, предшествовавшему формированию Солнечной системы, что может значительно продвинуть нашу технологию и науку. Возможный негативный эффект может заключаться в деморализации ученых-исследователей, когда они узнают, что то, что они исследуют, может быть уже известно другой цивилизации.
С другой стороны, внеземные цивилизации со злым умыслом могут посылать (нефильтрованную) информацию, которая может позволить или облегчить человеческой цивилизации уничтожить саму себя, такую как мощные компьютерные вирусы, знания для создания продвинутого искусственного интеллекта или информацию о том, как сделать чрезвычайно мощное оружие, которое люди ещё не смогут использовать ответственно. Пока мотивы такого поступка неизвестны, это может потребовать минимального использования энергии со стороны инопланетян. Возможно также, что таковое посылается без злого умысла. Однако, согласно Муссо, компьютерные вирусы, в частности, будут почти невозможны, если инопланетяне не будут обладать детальными знаниями об архитектуре человеческих компьютеров, что произойдет только в том случае, если человеческое сообщение, отправленное к звездам, будет защищено без особого внимания к безопасности. Даже виртуальная машина, на которой инопланетяне могли бы запускать компьютерные программы, могла бы быть разработана специально для этой цели, имеет мало отношения к компьютерным системам, обычно используемым на Земле. Кроме того, люди могли бы посылать инопланетянам сообщения с подробным описанием того, что они не хотят иметь доступа к галактической энциклопедии, пока не достигнут подходящего уровня развития, тем самым, возможно, повышая шансы на то, что вредное воздействие технологий инопланетян-реципиентов будет смягчено.
Внеземные технологии могут оказать глубокое воздействие на природу человеческой культуры и цивилизации. Точно так же, как телевидение предоставило новый выход для широкого спектра политических, религиозных и социальных групп, а печатный станок сделал Библию доступной для простых людей Европы, позволив им интерпретировать её для себя, так и внеземная технология может изменить человечество способами, не сразу очевидными, он приводит пример усовершенствования сельскохозяйственных технологий во время промышленной революции, которая вытеснила тысячи сельскохозяйственных рабочих, пока общество не смогло переучить их на работу, соответствующую новому социальному порядку. Контакт с внеземной цивилизацией, гораздо более развитой, чем человечество, мог вызвать гораздо больший шок, чем промышленная революция или что-либо ранее пережитое человечеством.
Мишо предполагает, что на человечество может повлиять приток внеземной науки и техники точно так же, как на средневековых европейских ученых повлияли знания арабских ученых. Человечество может сначала почитать эти знания как обладающие потенциалом для развития человеческого вида и даже чувствовать себя ниже внеземного вида, но постепенно будет расти в высокомерии по мере того, как оно будет получать все более глубокие знания о науке, технике и других культурных достижениях развитой внеземной цивилизации.
Открытие внеземного разума будет иметь различные последствия для биологии и астробиологии. Открытие внеземной жизни в любой форме, разумной или неразумной, дало бы человечеству более глубокое понимание природы жизни на Земле и улучшило бы представление о том, как устроено древо жизни. Человеческие биологи могли бы узнать о внеземной биохимии и понаблюдать, чем она отличается от земной. Эти знания могли бы помочь человеческой цивилизации узнать, какие аспекты жизни являются общими для всей Вселенной, а какие, возможно, специфичны для Земли.

### В мировоззрении
Некоторые утверждают, что подтвержденное надежное обнаружение внеземного разума или контакта может быть одним из величайших моментов в истории человечества и будет иметь серьёзные последствия для человечества, включая его современные преобладающие мировоззрения, а не только из-за последствий в области теологии (см. выше) и науки (см. выше), подобно сдвигу парадигмы от геоцентризма как доминирующего элемента человеческих мировоззрений.
Гарвардский астроном и ведущий ученый проекта «Галилео» Ави Леб утверждал, что человечество не готово принять чувство того, что он называет «космической скромностью», и что это может измениться, если проект обнаружит «реликты» более развитых цивилизаций. Леб постулирует, что если мы обнаружим, что мы «не самый умный ребёнок на космическом блоке, это даст нам другую перспективу — например, то, как мы думаем о нашем месте во Вселенной, например в связи с преобладающими религиозными мировоззрениями, в которой люди часто могут считаться уникальными или исключительными.
По словам майора Джона Р. Кинг, потенциальные социологические последствия контакта с инопланетянами могут включать в себя (1) первоначальный шок и ужас, (2) потерю или снижение эго, (3) модификацию человеческих ценностей, (4) снижение статуса [некоторых] ученых и (5) переоценку религий. „Принцип посредственности“, утверждающий, что „нет ничего особенного в статусе или положении Земли во Вселенной“, может стать серьёзным вызовом авраамическим религиям, которые „учат, что люди целенаправленно созданы Богом и занимают привилегированное положение по отношению к другим существам“., хотя некоторые утверждают, что» открытие жизни в других частях Вселенной не поставит под угрозу любовь Бога к земной жизни", несмотря на отсутствие" позитивного подтверждения инопланетной жизни «в популярных религиозных текстах, таких как Библия, и что другие цивилизации могут» совершенно не знать истории Иисуса и не иметь такой популярной истории из своего собственного прошлого.

### Экологические и биологические последствия гипотетической войны
Внеземная цивилизация может принести на Землю патогенные микроорганизмы или инвазивные формы жизни, которые не наносят вреда её собственной биосфере. Чужеродные патогены могут уничтожить всю человеческую популяцию, которая не будет иметь иммунитета к ним. Также возможно, что внеземная цивилизация погубит человечество, если завезёт на Землю свой инопланетный скот или растения. Инвазивные организмы, принесенные внеземными цивилизациями, могут нанести большой экологический вред из-за отсутствия защиты от них биосферы Земли.
С другой стороны, патогены и инвазивные виды внеземного происхождения могут достаточно отличаться от земных организмов по своей биологии, чтобы не иметь никаких неблагоприятных последствий. Более того, патогены и паразиты на Земле, как правило, приспособлены лишь к небольшому и исключительному набору сред, к которым внеземные патогены не имели бы возможности адаптироваться.
Если внеземная цивилизация, питающая злобу к человечеству, получит достаточные знания о земной биологии и слабостях иммунной системы земной биоты, она сможет создать чрезвычайно мощное биологическое оружие. Даже цивилизация без злого умысла может непреднамеренно причинить вред человечеству, не принимая во внимание все риски своих действий.
По мнению Баума, даже если бы внеземная цивилизация общалась только с помощью электромагнитных сигналов, она могла бы посылать человечеству информацию, с помощью которой люди сами могли бы создавать смертоносное биологическое оружие.